# Heterenchelyidae
Gli Heterenchelyidae Regan, 1912 sono una famiglia di pesci ossei marini appartenenti all'ordine Anguilliformes.

## Distribuzione e habitat
Sono presenti nell'Oceano Atlantico e nell'Oceano Pacifico orientale. La specie Panturichthys fowleri è apparentemente endemica del mar Mediterraneo orientale (coste israeliane). Vivono su fondi fangosi in cui si infossano. Popolano soprattutto il piano circalitorale.

## Descrizione
Sono anguilliformi molto allungati e serpentiformi, del tutto privi di pinne pettorali e di pinne ventrali. Anche le scaglie e la linea laterale mancano sempre. La pinna mediana è scarsamente sviluppata, la pinna dorsale inizia all'altezza delle aperture branchiali. La bocca è grande, le aperture branchiali poste nella parte inferiore del corpo.

## Biologia
Poco nota.

## Specie
- Genere Panturichthys
  - Panturichthys fowleri
  - Panturichthys isognathus
  - Panturichthys longus
  - Panturichthys mauritanicus
- Genere Pythonichthys
  - Pythonichthys asodes
  - Pythonichthys macrurus
  - Pythonichthys microphthalmus
  - Pythonichthys sanguineus[2]